# 影山時則
影山 時則（かげやま ときのり、1949年11月9日 - ）は、日本の作曲家・歌手。主に演歌の作曲を手がけている。

## 略歴
1971年、時次郎名義で日本クラウンより歌手デビュー（シングル「時代遅れの男が通る」、CW-1176）。当時のレコード盤には「ガッツ演歌の決定盤!!」と記されていた。
1989年、作曲家に転身。米倉ますみのシングル「新宿あかり」で作曲家デビュー。
2006年、長山洋子とのデュエット・シングル「絆」をリリース。同曲で、長山とのデュエットで第57回NHK紅白歌合戦に出場を果たした。2007年にはアンサーソング「絆〜おまえだけ」をシングルリリース。
2015年、10歳以下の女の子を対象とした新曲のデュエット相手募集オーディション企画をDAM★ともでスタート。合格者の当時9才の山﨑百桂さんとのデュエット・シングル「父娘鳥」をリリースした。

## ディスコグラフィ

### シングル
- 時次郎名義（クラウンレコード）

| # | 発売日     | 曲順 | タイトル           | 作詞     | 作曲     | 編曲     | 規格品番 |
| - | ---------- | ---- | ------------------ | -------- | -------- | -------- | -------- |
| 1 | 1971年 8月 | 01   | 時代遅れの男が通る | 関沢新一 | 首藤正毅 | 安藤実親 | CW-1176  |
| 1 | 1971年 8月 | 02   | はじめて恋して     | 関沢新一 | 首藤正毅 | 安藤実親 | CW-1176  |
| 2 | 1972年 9月 | 01   | 古い女がひとりいた | 遠藤実   | 遠藤実   | 只野通泰 | CW-1266  |
| 2 | 1972年 9月 | 02   | 俺を男に生んだ母   | 遠藤実   | 遠藤実   | 只野通泰 | CW-1266  |

- 影山時則名義（ビクターエンタテインメント）

| # | 発売日         | 曲順 | タイトル       | 作詞     | 作曲     | 編曲     | 規格品番   |
| - | -------------- | ---- | -------------- | -------- | -------- | -------- | ---------- |
| 1 | 2007年 6月21日 | 01   | 絆〜おまえだけ | 鈴木紀代 | 影山時則 | 斉藤功   | VICL-36304 |
| 1 | 2007年 6月21日 | 02   | 絆             | 鈴木紀代 | 影山時則 | 南郷達也 | VICL-36304 |

#### デュエット・シングル
| 発売日          | デュエット | 曲順 | タイトル                            | 作詞     | 作曲       | 編曲     | 規格品番   |
| --------------- | ---------- | ---- | ----------------------------------- | -------- | ---------- | -------- | ---------- |
| 2002年 11月21日 | 服部浩子   | 01   | 花燃えて                            | 菅麻貴子 | 影山時則   | 前田俊明 | TODT-6106  |
| 2006年 4月26日  | 長山洋子   | 01   | 絆                                  | 鈴木紀代 | 影山時則   | 南郷達也 | VICL-35996 |
| 2010年 10月27日 | 岡ゆう子   | 01   | ふたりの人生 (デュエットバージョン) | 三浦康照 | 影山時則   | 鈴木英明 | KICM-30309 |
| 2010年 10月27日 | 岡ゆう子   | 02   | 潮来情話 (デュエットバージョン)     | 松本英祐 | 影山時則   | 前田俊明 | KICM-30309 |
| 2012年 8月22日  | 三門忠司   | 01   | 兄弟流し                            | 志賀大介 | 影山時則   | 池多孝春 | TECA-12369 |
| 2015年 12月23日 | 山﨑百桂   | 01   | 父娘鳥                              | 沖えいじ | 影山時則   | 南郷達也 | TKCA-90739 |
| 2015年 12月23日 | -          | 02   | 哀愁酒場 (歌：影山時則)             | 数丘夕彦 | 影山時則   | 南郷達也 | TKCA-90739 |
| 2015年 12月23日 | -          | 03   | おとこ道 (歌：影山時則)             | 鮫島琉星 | しまたくや | 古川忠義 | TKCA-90739 |

### アルバム
- 帰ってきた らじお流し（2001年4月21日、バップ、VPTA-50514）

## 作曲作品
- 葵かを里
  - 「桂川」「京都白川 おんな川」（2011年）
  - 「鴨川なみだ雨」（2012年）
  - 「保津川ふたり」（2013年）
  - 「二月堂」（2014年）
  - 「五山の送り火」「雪の兼六園」（2016年）
  - 「金沢茶屋街」（2018年）
  - 「しぐれ高山」（2020年）
  - 「ひとり貴船川」（2021年）
  - 「諏訪の御神渡り」（2022年）
  - 「吉野 千本桜」（2023年）
  - 「城端 曳山祭」（2024年）

- 石原詢子
  - 「おもいでの雨」「この世で一番好きな人」（2005年）

- 上杉香緒里
  - 「おんな傘」（2010年）

- 大木綾子
  - 「夢追道中」（2004年）

- 丘みどり
  - 「木曽恋がらす」（2012年）

- 岡ゆう子
  - 「夢盃」（2000年）
  - 「うちの亭主」「潮来情話」（2002年）
  - 「ふたりの人生」（2009年）
  - 「羽越本線」（2011年）
  - 「しぐれ酒」「女の春」（2013年）
  - 「望み川」（2018年）
  - 「雨の月ヶ瀬」（2020年）

- 辰巳ゆうと
  - 「しょんぼり東京」（2019年）
  - 「浪花の花形」（2020年）
  - 「花吹雪」（2022年）
  - 「大阪夢あかり」「燕」（2023年）

- 長保有紀
  - 「酒唄」（2009年）

- 長山洋子
  - 「たてがみ」（1996年）
  - 「お江戸の色女」（1997年）
  - 「洋子の…冬景色」（2005年）
  - 「洋子の…紅葉」（2006年）
  - 「夢追い笠」（2010年）
  - 「下町銀座」（2021年）
  - 「今さらねぇ」（2022年）

- 服部浩子
  - 「わすれ傘」「紅い酒」（2002年）
  - 「花燃えて」「あんたの酒」（2004年）
  - 「哀愁北岬」（2018年）

- 水城なつみ
  - 「曽々木海岸」（2015年）

- 水田竜子
  - 「おんなも度胸」（1999年）

- 水田かおり
  - 「独酌酒」（2008年）
  - 「追分岬」（2010年）
  - 「思慕酒」（2014年）
  - 「人生夢灯り」（2018年）

- 三山ひろし
  - 「浮世傘」（2021年）